# Lesser Slave Lake Provincial Park
Lesser Slave Lake Provincial Park är en park i Kanada.   Den ligger i provinsen Alberta, i den centrala delen av landet, 2 900 km väster om huvudstaden Ottawa. Lesser Slave Lake Provincial Park ligger 620 meter över havet. Arean är 77 kvadratkilometer. Den ligger vid sjön Lilla Slavsjön.
Terrängen runt Lesser Slave Lake Provincial Park är platt åt sydväst, men åt nordost är den kuperad. Trakten runt Lesser Slave Lake Provincial Park är nära nog obefolkad, med mindre än två invånare per kvadratkilometer.. Närmaste större samhälle är Slave Lake, 16,9 km söder om Lesser Slave Lake Provincial Park.